# Veus Progressistes
Veus Progressistes (VEUS) és una coalició electoral sobiranista, formada per Més per Mallorca, Més per Menorca, Ara Eivissa i Esquerra Republicana de les Illes Balears. La candidatura es presentà el 13 de març de 2019 amb l'objectiu de presentar-se les eleccions espanyoles de 2019. Obtingueren 25.384 vots al congrés, un 4,9 % dels vots vàlids, tanmateix no aconseguiren representació. La candidatura obtingué un 25% de vots menys respecte les eleccions generals del 2015, últimes en les que Més es presentà en solitari.

## Candidatura

### 2019: Eleccions espanyoles[3]

#### Senat d'Espanya
- Nota: Només es presenta per la Circumscripció electoral de Mallorca

## Resultats
| Any                                    | Vots   | %    | +/- pp | Diputats | +/- | Posició | Candidat             |
| -------------------------------------- | ------ | ---- | ------ | -------- | --- | ------- | -------------------- |
| Eleccions generals espanyoles del 2019 | 25.384 | 4,90 | 2,12   | 0 / 350  | =   | #6      | Guillem Balboa Buika |